# دهستان ریزآب

دهستان ریزآب نام دهستانی در بخش قطرویه شهرستان نی‌ریز، استان فارس در ایران است.

## جمعیت
بر اساس سرشماری مرکز آمار ایران در سال ۱۳۹۵ جمعیت دهستان ریزاب ۱۱،۵۶۶  نفر بوده‌است.
 شهرک امام مرکز دهستان ریزاب با جمعیت ۳۸۴۰ طبق آمار سال ۹۵ بیشترین جمعیت در بین همه مناطق مسکونی این بخش را دارد حتی از شهر قطرویه (۲۸۹۵) نیز بیشتر است.

## موقعیت جغرافیایی
روستای ریزاب در شرق استان فارس قرار دارد که از شرق به استان کرمان و کویر قطروئیه، از شمال به رود خور و چشمه عاشق، از جنوب به بنه کلاغی و از غرب به داراب و کوه لای گردو منتهی می‌شود. این رو ستا روی مدار ۵۵ درجه شرقی و ۲۸ درجه و ۵۰ دقیقه شمالی قرار دارد. طول این روستا ۴ کیلومتر و عرض آن ۲ کیلومتر است. ارتفاع آن از سطح دریا۱۶۰۰متر می‌باشد. به‌طور کلی می‌توان گفت این روستا یکی از بزرگترین روستاهای استان فارس می‌باشد.

## بخش های کوچکتر از ریزاب
جمعیت دهستان ریزاب(۱۱،۵۶۶) طبق سرشماری عمومی نفوس و مسکن سال ۹۵ از ۲۲ بخش تابعه شهرستان های استان فارس از مجموع ۵۹ بخش تابعه بیشتر است و در واقع از ۳۵ درصد بخش تابعه جمعیت بیشتری دارد و تقریباً پرجمعیت ترین دهستان شهرستان های استان فارس (به جز دهستان های بخش مرکزی شهرستان شیراز) است که می تواند به بخش ارتقا یابد.لیست بخش ها ترتیب در ذیل آمده است.

| ردیف | بخش              | شهرستان           | جمعیت سال ۱۳۹۵ |
| ---- | ---------------- | ----------------- | -------------- |
| ۱    | بخش ماهورمیلاتی  | شهرستان ممسنی     | ۵،۲۹۷          |
| ۲    | بخش پاسارگاد     | شهرستان پاسارگاد  | ۶،۱۶۱          |
| ۳    | بخش باغ صفا      | شهرستان سرچهان    | ۶،۵۷۶          |
| ۴    | بخش رحمت آباد    | شهرستان زرقان     | ۶٬۶۹۷          |
| ۵    | بخش چاه ورز      | شهرستان لامرد     | ۷،۰۱۰          |
| ۶    | بخش ارد          | شهرستان گراش      | ۷،۰۲۹          |
| ۷    | بخش جوزار        | شهرستان ممسنی     | ۷،۰۳۷          |
| ۸    | بخش توجردی       | شهرستان سرچهان    | ۷،۳۳۷          |
| ۹    | بخش خیرگو        | شهرستان لامرد     | ۸،۶۱۱          |
| ۱۰   | بخش دهرم         | شهرستان فراشبند   | ۸،۹۴۷          |
| ۱۱   | بخش دشمن زیاری   | شهرستان ممسنی     | ۹،۳۲۶          |
| ۱۲   | بخش بانش         | شهرستان بیضا      | ۹،۳۹۷          |
| ۱۳   | بخش محمله        | شهرستان خنج       | ۹،۶۲۵          |
| ۱۴   | بخش نوبندگان     | شهرستان فسا       | ۱۰،۳۶۱         |
| ۱۵   | بخش علامرودشت    | شهرستان لامرد     | ۱۰،۵۷۹         |
| ۱۶   | بخش مزایجان      | شهرستان بوانات    | ۱۰،۵۹۱         |
| ۱۷   | بخش سیاخ دارنگون | شهرستان شیراز     | ۱۰،۶۷۴         |
| ۱۸   | بخش جایدشت       | شهرستان فیروزآباد | ۱۰،۷۶۳         |
| ۱۹   | بخش حنا          | شهرستان بختگان    | ۱۱،۱۵۶         |
| ۲۰   | کنارتخته و کمارج | شهرستان کازرون    | ۱۱،۲۷۳         |
| ۲۱   | کامفیروز شمالی   | شهرستان مرودشت    | ۱۱،۳۹۶         |
| ۲۲   | بخش کوهنجان      | شهرستان سروستان   | ۱۱،۵۶۳         |

شهرک امام (روستای ریزاب) مرکز دهستان ریزاب با ۳۸۴۰تنجمعیت طبق آمار رسمی سازمان آمار ایران در سرشماری عمومی نفوس و مسکن سال ۹۵ بزرگترین روستای شهرستان نی ریز یکی از روستاهای بزرگ استان فارس است. 
|

## محصولات کشاورزی
اکثر مردم ریزاب به کشاورزی مشغولند و محصول اصلی کشاورزی مردم پسته می‌باشد و برخی از مردم نیز به کشت انار مشغول بودند که بعد از بی آبی گسترده در ریزاب و دوام کم درخت انار کم کم  کنار گذاشته شد.

## آب و هوا
آب و هوای این شهر در قدیم معتدل بوده و به دلیل بارش باران‌های زیاد کشاورزی در این شهر رونق یافته‌است اما در دههٔ اخیر خشکسالی این شهر و روستاهای اطراف را دربر گرفته و از رونق کشاورزی به شدت کاسته می‌شود.

## مکان زیارتی
از مکان‌های زیارتی می‌توان بارگاه امامزاده سید محمد (ع) از نوادگان امام موسی کاظم (ع) را نام برد که در کنار آن گلزار شهدا قرار دارد و 36 شهید شهر ریزاب و شهدای روستاهای همجوار در این محل قرار دارند